# جامعة بريشتينا (1969–99)
تأسست جامعة بريشتينا في مقاطعة كوسوفو المستقلة الاشتراكية، جمهورية صربيا الاشتراكية، يوغوسلافيا، في مدينة بريشتينا، للعام الدراسي 1969-1970  واستمرت حتى عام 1999. ومع ذلك، بسبب الاضطرابات السياسية، والحرب، والطرد المتبادل المتتالي لأعضاء هيئة التدريس من عرق أو آخر، وما ينتج عنه من استقطاب عرقي منتشر، ظهرت مؤسستان منفصلتان تستخدمان نفس الاسم، وإن كان ذلك بشكل خاص لتعكس الهوية العرقية. يستمر نشاط اللغة الألبانية في الموقع الأصلي (جامعة بريشتينا)، بينما انتقلت جامعة بريشتينا الصربية إلى شمال ميتروفيتشا، حيث تحتفظ بمكانتها داخل نظام التعليم الصربي.

## تاريخ

### المؤسسة
تأسست أولى مؤسسات التعليم العالي في كوسوفو خلال الفترة 1958-1969 وعملت بشكل مستقل أو كجزء من جامعة بلغراد. عندما طلبت عصبة الشيوعيين في كوسوفو مزيدًا من الحكم الذاتي للمنطقة، حدثت احتجاجات واسعة النطاق في كوسوفو خلال نوفمبر 1968. نتيجة لذلك، تم إنشاء جامعة بريشتينا في 1969-1970. كانت أولى كليات الجامعة هي تلك الخاصة بالهندسة والطب والقانون والفلسفة، بينما كانت لغات التدريس هي الألبانية والصربية الكرواتية. نظرًا لأن الوضع التنظيمي للمؤسسة كان قائمًا على اللغة، فغالبًا ما يُنظر إليها على أنها جامعتان منفصلتان.
رحب قادة ألبان كوسوفو بتأسيس الجامعة، لكنهم أعربوا عن رأيهم بأن الجامعة كانت علامة فارقة نحو المساواة السياسية داخل الاتحاد وليست هدفًا نهائيًا. تلبية لدعوة قام وفد من الجامعة بزيارة جامعة تيرانا في جمهورية ألبانيا الشعبية الاشتراكية في الفترة ما بين 19 و 29 أكتوبر 1970 حيث وقعوا اتفاقية تعاون وتبادل. بينما كان افتتاح الجامعة مدعومًا من قبل جوزيب بروز تيتو، وفقًا لزعيم شيوعي كوسوفو في ذلك الوقت، واجهت الجامعة معارضة سياسية قوية من الشيوعيين الصرب، الذين اعتبروها «نذيرًا بالحكم الذاتي لكوسوفو». في وقت مبكر من عام 1971، كانت هناك احتجاجات الصرب والجبل الأسود ضد افتتاح الجامعة.

### السبعينيات
في السبعينيات، تم توسيع الجامعة بسرعة فيما يتعلق بتعليم اللغة الألبانية،   من 7,712 طالبًا في العام الدراسي 1969/70  إلى 43321 في العام الدراسي 1980/81،  أعلى عدد طلاب على الإطلاق. من الناحية الأيديولوجية، عملت على تقوية الضمير القومي الألباني.  كانت الجامعة مسرحا لاحتجاجات القومية الألبانية المتكررة. في عام 1974، تم اعتقال ما لا يقل عن 100 طالب لمشاركتهم في الاحتجاجات القومية.

### مظاهرات عام 1981
كانت الجامعة نقطة انطلاق احتجاجات طلاب كوسوفو عام 1981.  على الرغم من أن السلطات ألقت مرة أخرى الاحتجاجات على الجذور القومية، ومن العوامل المساهمة العزلة الثقافية كوسوفو في يوغوسلافيا والفقر المستشري، والتي أسفرت عن المحافظة لديها أعلى نسبة من الطلاب والأميين في يوغوسلافيا. في الوقت نفسه، ساهم النظام الجامعي في البطالة، حيث أصبح الألبان المتعلمون والمستاءون من المجندين الرئيسيين للمشاعر القومية. بالإضافة إلى ذلك، فإن السكان الصرب والجبل الأسود في كوسوفو يستاءون بشكل متزايد من العبء الاقتصادي والاجتماعي الذي يتكبده طلاب الجامعة. بحلول عام 1981، كان لدى جامعة بريشتينا 20000 طالب - واحد من كل عشرة من إجمالي سكان المدينة.
بدأت المظاهرات في 11 مارس 1981، في الأصل كانت احتجاجًا عفويًا على نطاق صغير من أجل طعام أفضل في كافيتريا المدرسة وتحسين الظروف المعيشية في المهاجع. تم تفريقهم من قبل الشرطة لكنها استؤنفت بعد أسبوعين في 26 مارس 1981. هذه المرة، استخدمت الشرطة القوة لتفريق اعتصام للطلاب الألبان في عنبر للنوم، مما أدى إلى إصابة 35 شخصًا واعتقال 21. أثار العنف مظاهرات حاشدة في جميع أنحاء كوسوفو، وحالة الطوارئ وأعمال الشغب والعديد من الضحايا.
وعقب المظاهرات، تم تطهير أعضاء هيئة التدريس والطلاب بالجامعة ممن اعتبروا «انفصاليين». حوكم 226 طالبًا وعاملًا وأدينوا وحُكم عليهم بالسجن لمدة تصل إلى خمسة عشر عامًا. وكان رئيس الجامعة وعميدان من بين الذين تم استبدالهم بالمتشددين في الحزب الشيوعي. كما مُنعت الجامعة من استخدام الكتب المدرسية المستوردة من ألبانيا؛ ومنذ ذلك الحين، سُمح للجامعة فقط باستخدام الكتب المترجمة من اللغة الصربية الكرواتية. أنتجت المظاهرات أيضًا رد فعل عنيف بين السياسيين الصرب. وقد نددت القيادة الشيوعية الصربية بالجامعة ووصفتها بأنها «حصن القومية».
خلال الثمانينيات، استمرت الجامعة في دعم طلبات تغيير وضع كوسوفو   ونشر أيديولوجية إنور خوجا والماوية، ونشر إنشاء ألبانيا الكبرى، ويرجع ذلك في الغالب إلى الأساتذة الألبان من تيرانا. في غضون ذلك، كان العمل الفعلي للجامعة مستحيلًا عمليًا بسبب المظاهرات الألبانية المتكررة والاقتتال السياسي بين أعضاء إدارتها الصرب والألبان. في بعض الأحيان، تم إغلاق مهاجع بأكملها وتعطلت سنوات بسبب المظاهرات.

### 1990-1998
استغل السياسي الصربي والزعيم الوطني لاحقًا سلوبودان ميلوسيفيتش بنجاح قضية كوسوفو لدفع نفسه إلى رئاسة صربيا في عام 1989.  في نهاية الثمانينيات، أثناء قيامه بذلك، تم تغيير دستور صربيا وتقليص الاستقلال الذاتي لكوسوفو.
تم نقل إدارة جامعات المقاطعات وجامعة بريشتينا ونوفي ساد الواقعة في فويفودينا من سلطات المقاطعات إلى بلغراد. كانت جامعة بريشتينا هدفًا رئيسيًا للقمع. كما هو الحال مع التعليم الآخر في كوسوفو في ذلك الوقت، تم إلغاء المنهج الحالي للجامعة واستبداله بمنهج جديد تم تصميمه في بلغراد. رفض المحاضرون والطلاب الألبان على نطاق واسع قبول المناهج الجديدة والتغييرات التعليمية التي فرضها البرلمان الصربي، واحتجوا أيضًا على التقليص المستمر للحكم الذاتي في كوسوفو بشكل عام. ونتيجة لذلك، اتُهم العديد من المحاضرين الألبان بخرق قوانين التعليم الصربية، وعزلوا واستبدلوا بالصرب. في بعض الحالات تم الفصل تحت ذرائع أخرى (مثل، على سبيل المثال، «مغادرة مبنى الكلية أثناء ساعات العمل»). سُجن رئيس الجامعة، البروفيسور إيجوب ستاتوفسي، بعد أن كتب رسالة تطالب بإعادة مباني الجامعة إلى أعضاء هيئة التدريس والطلاب الألبان. أوضح بديله الصربي، البروفيسور راديفوي بابوفيتش، المنطق الرسمي للتغييرات التي أجريت في الجامعة:
كانت مهمتنا الأولى هي إزالة الكراهية لكل ما هو صربي والتي تراكمت هنا منذ عقود.... مصنع الشر هذا، الذي تم إنشاؤه بهدف أساسي هو تدمير صربيا والاسم الصربي... تم تدميره الآن بفضل العمل المنسق لموظفي الحكومة والجامعة.... تهدف جامعتنا في نهاية المطاف إلى تجديد الفكر الصربي في كوسوفو وميتوهيا.
في 16 يناير 1997، تم بابوفيتش بجروح خطيرة في انفجار سيارة ملغومة هجوم من قبل جيش تحرير كوسوفو عضوا (جيش تحرير كوسوفو) نايت الحسني.
كما تغير تكوين الجسم الطلابي بشكل جذري. تم تنفيذ سياسة تسجيل جديدة توفر - من الناحية النظرية - نسبة واحد إلى واحد بين مجموعتي اللغة، أي 1,580 طالبًا بدوام كامل في كل منهما، بدءًا من بداية العام الدراسي 1991-1992. في الممارسة العملية، قاطع طلاب اللغة الألبانية التعليم منذ ذلك الحين، مما قلص عدد الطلاب الألبانيين من 27000 إلى لا شيء. وقد رحب العديد من الصرب بذلك، حيث سيتم الآن إنفاق التمويل على الطلاب غير الألبان فقط. استمر الأساتذة الألبان الباقون في العمل لفترة، ولكن بعد عام ونصف من المقاطعة، كانوا فائضًا تقنيًا وتم فصلهم في الغالب. وقد عُرض على أولئك الذين كانت هناك حاجة إليهم العمل على التعليم باللغة الصربية، ولكن بسبب التهديدات والضغط الموجه إليهم من قبل الألبان الآخرين، لم يبق سوى عدد قليل منهم.  وهكذا، عزل الألبان أنفسهم فعليًا من الجامعة تمامًا: لم يكن هناك طاقم يتحدث اللغة الألبانية لتعليم الطلاب، ولم يكن هناك طلاب يتحدثون الألبانية ليقوم الموظفون بالتدريس.
ثم استمر تعليم اللغة الألبانية في مرافق خاصة كجزء من دولة الظل الموازية غير الرسمية، وهي جمهورية كوسوفو المعلنة ذاتياً والتي أنشأها ألبان كوسوفو، مما أتاح مواصلة تعليم حوالي 30.000 طالب ألباني. أطلقت الجامعة على نفسها أيضًا اسم جامعة بريشتينا، وتم تمويلها من قبل الشتات الألباني والنظام الضريبي الموازي وكانت موجودة دون أي صلة بالنظام الأكاديمي، مما أدى إلى تدهور جودة التعليم (على سبيل المثال، لم يكن لطلاب الطب إمكانية الوصول إلى العيادات أو المعامل أو غيرها من المعدات الضرورية   ). ومع ذلك، فقد أفاد أساتذة الجامعة بوجود عدد كبير من الخريجين والماجستير والأطباء:  أصدرت الجامعة شهادات تخرج باسم جمهورية كوسوفو لم تعترف بها جمهورية يوغوسلافيا الاتحادية. أخضعت قوات أمن الدولة المدارس الموازية لمداهمات ومضايقات متكررة.
في النصف الثاني من التسعينيات، بدأت حكومة صربيا مفاوضات مع القادة الألبان حول الجامعة،   الذي في عام 1998، والأزمة في كوسوفو كان بناء، أدى إلى اتفاق بين السلطات الصربية وزعماء ألبان كوسوفو للسماح بعودة الطلبة الألبان إلى الجامعة. وفقًا للاتفاقية المبرمة بين سلوبودان ميلوسيفيتش وإبراهيم روغوفا، يجب أن يسيطر ألبان كوسوفو على 60٪ من الحرم الجامعي والصرب 35٪ والأتراك 5٪. تم تسليم ثلاثة مباني الجامعة إلى ألبان كوسوفو في 15 مايو 1998. ومع ذلك، نظم المتظاهرون من صرب كوسوفو احتجاجات عنيفة ضد النقل واضطروا في نهاية المطاف إلى طردهم من قبل القوات الحكومية. دمرت المباني على نطاق واسع، مع تخريب الأثاث والمعدات عمدا لجعلها غير صالحة للاستعمال.

### حرب كوسوفو وعواقبها
عطلت حرب كوسوفو عام 1999 كلاً من الجامعة الرسمية ونظيرتها في الظل. بعد إصدار القرار 1244 ومجيء قوة كوسوفو (كفور)، فر معظم الموظفين والطلاب من كوسوفو في أوائل يونيو 1999؛   بحلول أغسطس 1999، بعد شهرين فقط من نهاية الحرب، انخفض عدد السكان الصرب في بريشتينا من 40.000 إلى أقل من 1.000.

## الأعيان

### الأساتذة
- اشرف اديماج أستاذ العلوم الرياضية
- بارديل شاوشي عميد القانون
- أوشين حوتي، أستاذ القانون الدولي
- إدريز أجيتي، عميد كلية الفلسفة

### أطباء الشرف
- 1975 - السيد جوزيب بروز تيتو - يوغوسلافيا (الرئيس السابق لجمهورية يوغوسلافيا الاتحادية الاشتراكية) [24]
- 1975 - السيد فخر الدين علي أحمد - الهند (رئيس الهند السابق) [24]
- 1987- السيد دراغيشا إيفانوفيتش - يوغوسلافيا (أستاذ بجامعة بلغراد) [24]